# کاروانسرای قصر بهرام

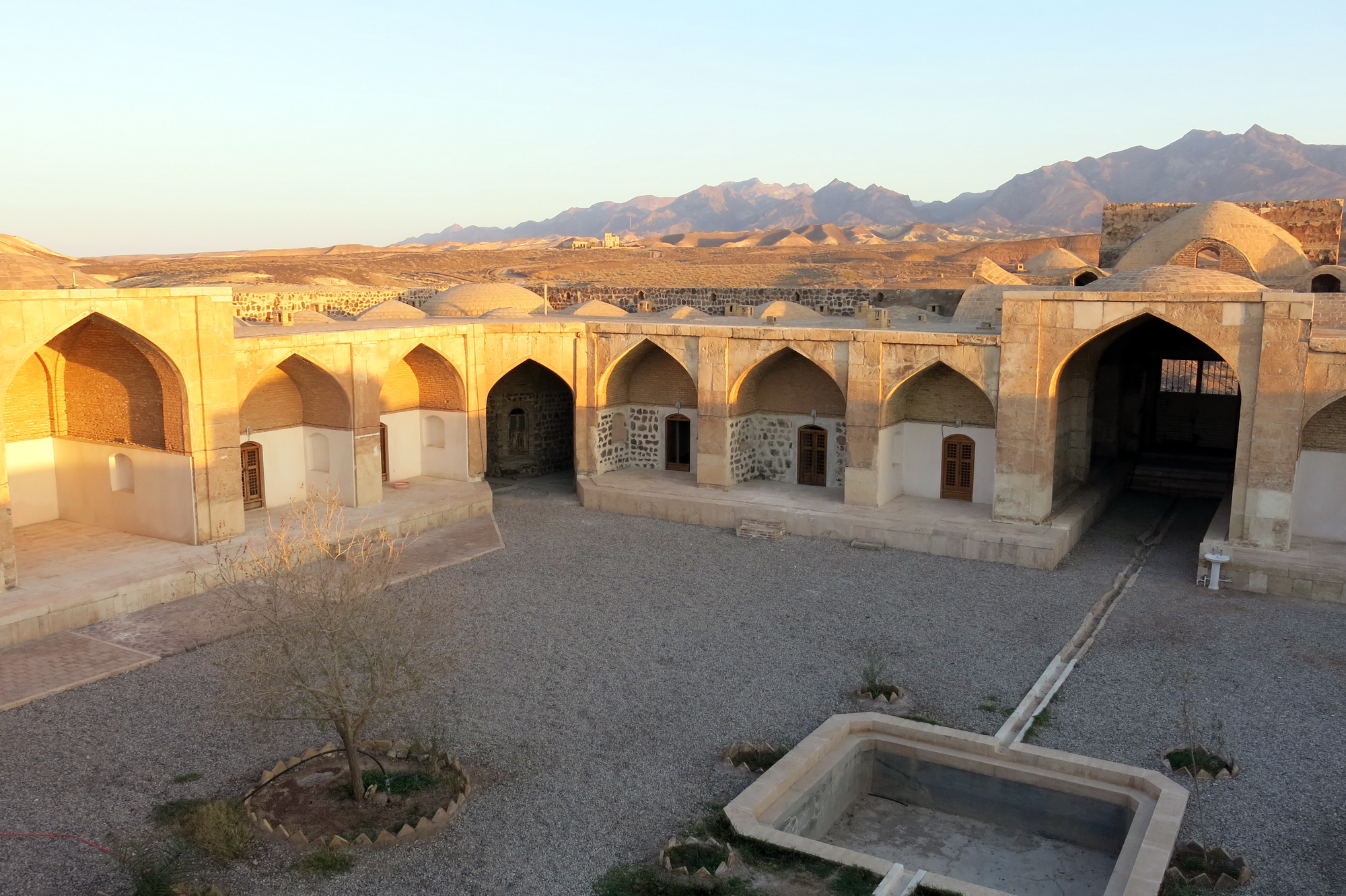
کاروانسرای قصر بهرام

مجموعه قصر بهرام مربوط به دوره ساسانی می‌باشد و توسط شاه بهرام ساسانی یا بهرام گور ساخته شده‌است. سپس توسط شاه عباس صفوی باز سازی شده و به عنوان کاروانسرا مورد استفاده قرار گرفته‌است.
این مکان تاریخی در جنوب گرمسار، جنوب شرقی شهرجوادآباد شمال دریاچه نمک واقع شده‌است. بهترین مسیر دسترسی به قصر بهرام از شهر گرمسار و جاده خاکی سنگفرش می‌باشد و برای ورود به پارک ملی کویر و بازدید و اقامت در قصر بهرام نیاز به اخذ مجوز از اداره کل محیط زیست استان سمنان می‌باشد. به فاصله کمی از قصر بهرام کاروان‌سرای عین‌الرشید و بقایای یک حرم‌سرا نیز قابل بازدید است.
این اثر در تاریخ ۱۳ اردیبهشت ۱۳۵۴ با شمارهٔ ثبت ۱۰۵۹ به‌عنوان یکی از آثار ملی ایران به ثبت رسیده‌است.

## نحوه دسترسی
برای رسیدن به قصر بهرام می‌توانید از چهار مسیر استفاده کنید:
1. مسیر پیشوا، قلعه بلند، مبارکیه و سپس قصر بهرام
2. مسیر گرمسار، لجران، کهک، جاده سنگفرش گرمسار و سپس قصر بهرام
3. مسیر ورامین، چرمشهر، بند علی خان، محیط بانی شکرآباد، مبارکیه و سپس قصر بهرام
4. مسیر کاشان، آران و بیدگل، مرنجاب، سفیدکوه و سپس قصر بهرام

## ثبت در فهرست میراث جهانی
در ۲۶ شهریور ۱۴۰۲ در جریان چهل و پنجمین اجلاس کمیته میراث جهانی یونسکو در ریاض، کاروانسرای قصر بهرام به‌همراه ۵۳ کاروانسرای تاریخی دیگر (جمعاً ۵۴ کاروانسرا در ۲۴ استان ایران) تحت عنوان کاروانسراهای ایرانی در فهرست میراث جهانی قرار گرفتند. این مجموعه جهانی به عنوان بیستمین و هفتمین اثر جهانی کشور ایران شناخته می‌شود.